# Baiguo, Sichuan
Baiguo (kinesiska: 白果) är en köping i Kina. Den ligger i provinsen Sichuan, i den sydvästra delen av landet, omkring 430 kilometer öster om provinshuvudstaden Chengdu.
Genomsnittlig årsnederbörd är 1 349 millimeter. Den regnigaste månaden är september, med i genomsnitt 296 mm nederbörd, och den torraste är december, med 4 mm nederbörd.